# Liste des écoles d'art en Italie
La liste des écoles d'art en Italie recense les écoles d'art ou académies des beaux-arts par région en Italie.
Elles se complètent de galeries dites de l'académie, qui destinées à l'éducation par les exemples des grands maîtres pour les élèves, sont souvent aujourd'hui également ouvertes au public comme musées, ainsi sont visitables les Gallerie dell'Accademia de Venise et la Galleria dell'Accademia de Florence.

## Abruzzes
- Accademia di belle arti à L'Aquila.

## Calabre
- Accademia di belle arti à Catanzaro.
- Accademia di belle arti à Reggio de Calabre, fondée en 1967.

## Campanie
- Accademia di belle arti à Naples, fondée en 1752, par Charles III de Bourbon.

## Émilie-Romagne
- Accademia di belle arti à Bologne.

## Latium
- Accademia di San Luca, à Rome , association des artistes de Rome fondée en 1577 et dirigée en 1593 par Federigo Zuccaro.
- Académie de France à Rome, fondée en 1666 par Colbert.

## Ligurie
- Accademia ligustica di belle arti, à Gênes, fondée en 1751, elle résulte de la fusion des écoles de formation artistique et du musée.

## Lombardie
- Accademia di belle arti di Brera, à Milan, fondée en 1776 par l'impératrice Marie-Thérèse Ire de Hongrie.
- La NABA, la Nuova Accademia di belle arti de Milan.

## Les Marches
- Accademia di belle arti à Macerata.
- Accademia di belle arti  à Urbino.

## Ombrie
- Accademia di belle arti Pietro Vannucci, à Pérouse.

## Piémont
- Accademia Albertina di belle arti à Turin.

## Pouilles
- Accademia di belle arti à Bari.
- Accademia di belle arti à Foggia.

## Toscane
- Académie du dessin à Florence, créée le 31 janvier 1563, sous le patronage du grand-duc Cosme Ier, par Giorgio Vasari.
- Accademia di belle arti à Carrare.

## Sardaigne
- Accademia di belle arti à Sassari.

## Sicile
- Accademia di belle arti à Palerme.
- Accademia di belle arti à Catane.
- Accademia di belle arti Rosario Gagliardi à Syracuse
- Accademia di belle arti Kandinskij à Trapani.

## Vénétie
- Accademia di belle arti à Venise, fondée en 1750.
- Accademia di belle arti Gian Bettino Cignaroli, à Vérone en Triveneto, restructurée en 1764.